# Pipeta graduada
Pipetas graduadas de vidrio sin tiempo de espera, tipo 1 (Clases A y B). Pipetas para las cuales la capacidad correspondiente a cualquier línea de graduación se define como el volumen de agua, a 20 °C, expresado en mililitros, vertido por la pipeta, a 20 °C, cuando esta se vacía desde la línea cero hasta dicha línea de graduación, fluyendo el líquido libremente justo hasta que el enrase final del menisco se sitúe sobre la línea de graduación, y sin permitir el drenaje del líquido adherido a las paredes antes del enrase final.

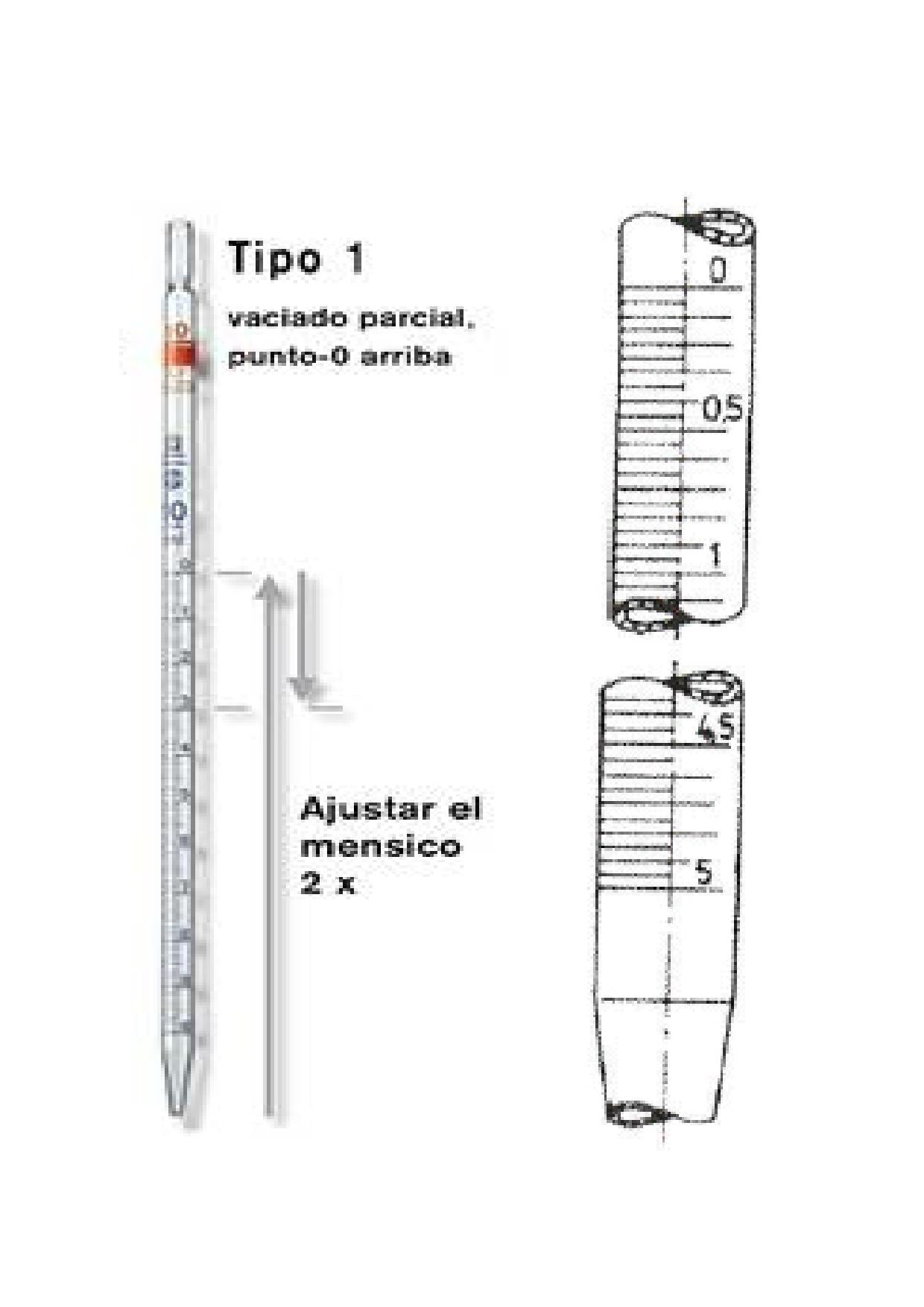
Pipetas graduadas Tipo 1

Vertido parcial, el volumen nominal debe venir indicado por la línea de medida más baja.
Pipetas graduadas de vidrio sin tiempo de espera, tipo 2 (Clases A y B). Pipetas para las cuales la capacidad correspondiente a cualquier línea de graduación se define como el volumen de agua, a 20 °C, expresado en mililitros, vertido por la pipeta, a 20 ℃, cuando esta se vacía desde la línea de graduación hasta la punta de vertido, fluyendo el líquido libremente hasta asegurarse que el menisco está en reposo en la punta de vertido, antes de retirar la pipeta del recipiente receptor.

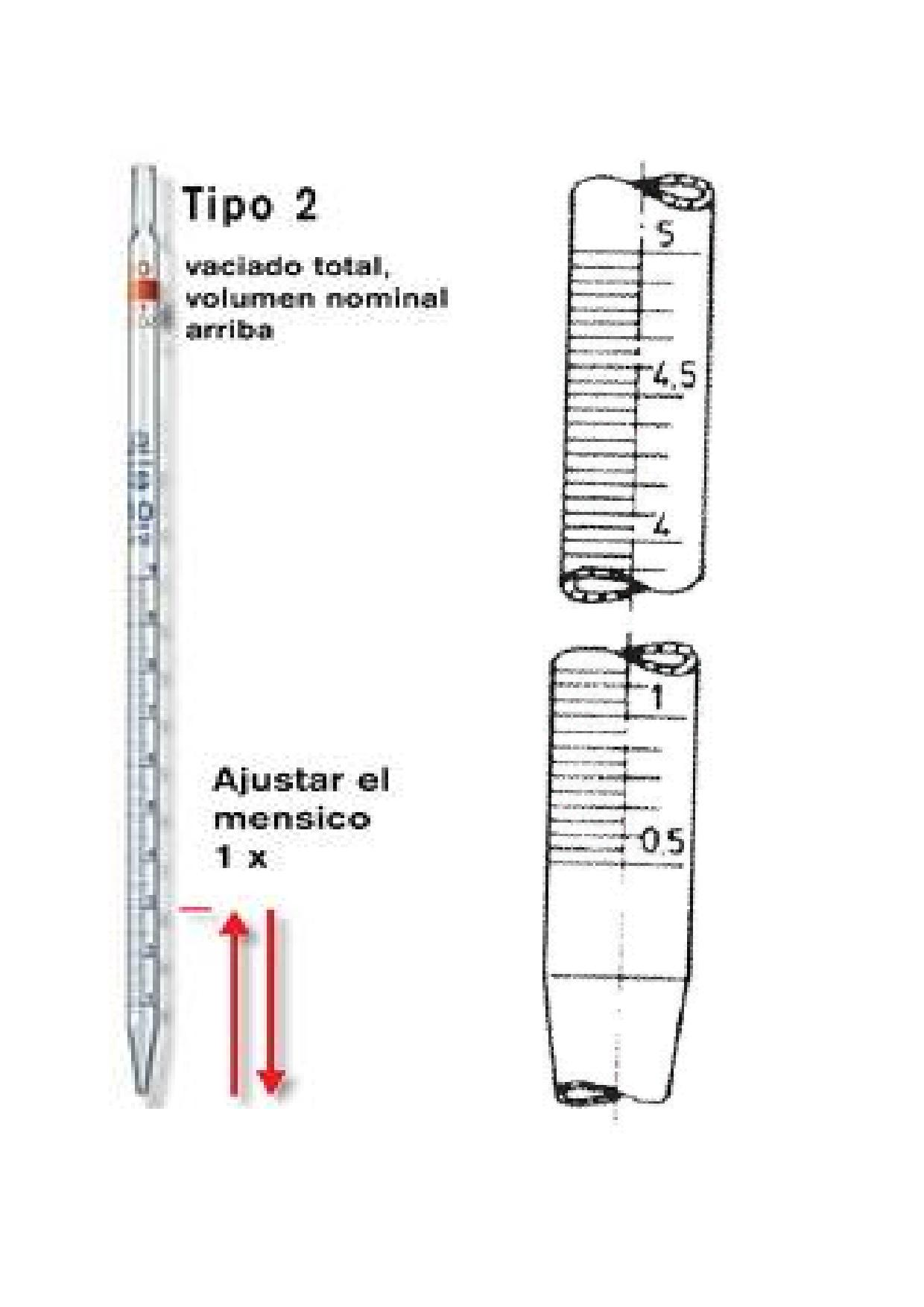
Pipetas graduadas Tipo 2

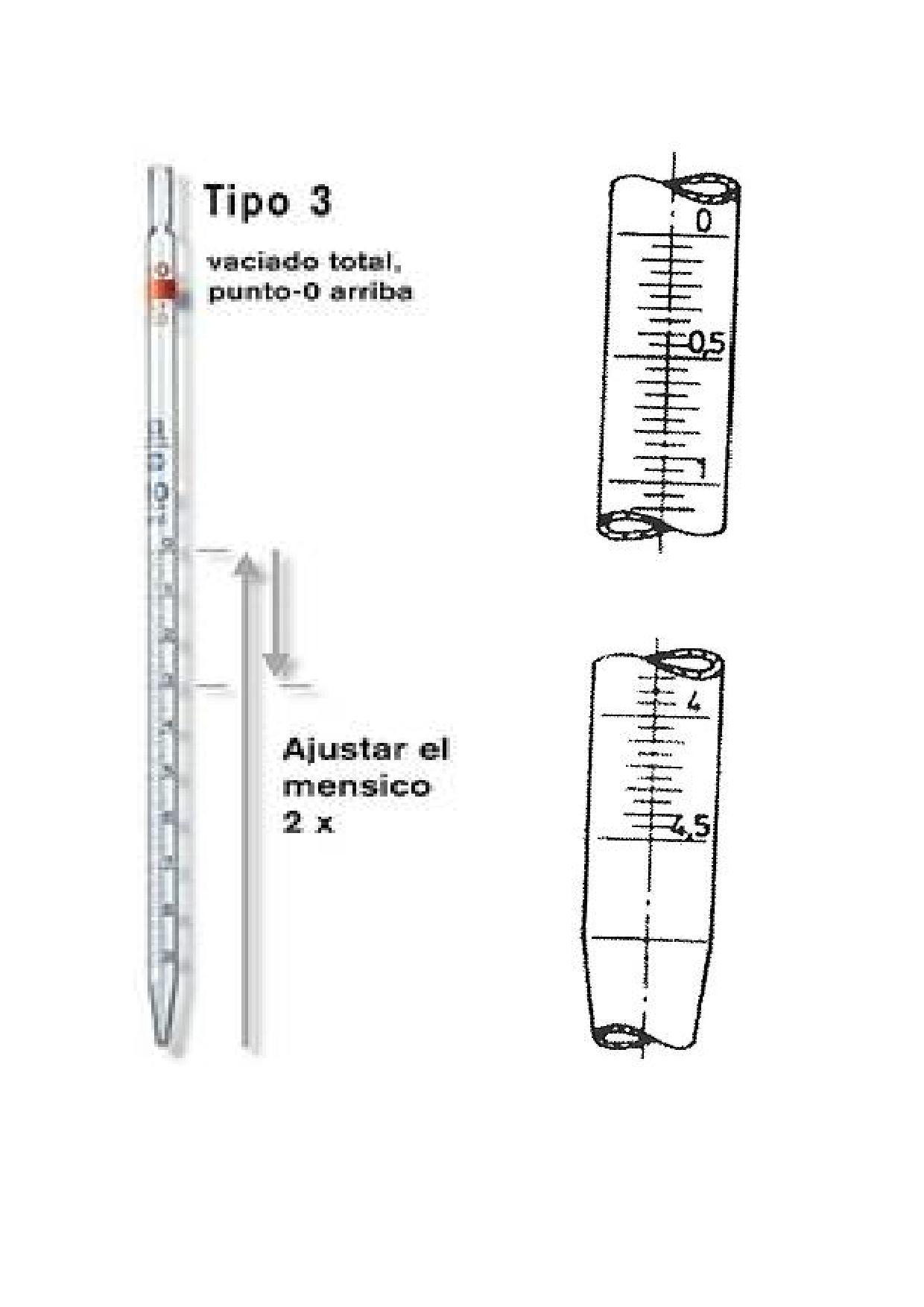
Pipetas graduadas Tipo 3

Vertido total, el volumen nominal se debe obtener por el vertido hasta la punta.
Pipetas graduadas de vidrio sin tiempo de espera, tipo 3 (Clase B). Pipetas para las cuales la capacidad correspondiente a cualquier línea de graduación se define como el volumen de agua, a 20 °C, expresado en mililitros, vertido por la pipeta, a 20 °C, cuando esta se vacía desde la línea cero hasta dicha línea de graduación (o, en el caso del vertido de la capacidad total, hasta la punta de vertido), fluyendo el líquido libremente justo hasta que el enrase del menisco se sitúe sobre la línea de graduación, y sin permitir el drenaje del líquido adherido a las paredes antes del enrase final.
Vertido total, el volumen nominal se debe por el vertido hasta la punta.